# Alantschildpadtor
De alantschildpadtor (Cassida murraea) is een keversoort uit de familie bladkevers (Chrysomelidae). De wetenschappelijke naam van de soort werd in 1768 gepubliceerd door Linnaeus.